# الدوري الهولندي الممتاز 1938–39
الدوري الهولندي الممتاز 1938–39 (بالهولندية: Nederlands landskampioenschap voetbal 1938/39)‏ هو الموسم 51 من الدوري الهولندي الممتاز. أشرف على تنظيمه الاتحاد الملكي الهولندي لكرة القدم، وكان عدد الأندية المشاركة فيه 51، وفاز فيه أياكس أمستردام.